# MaK/Vossloh G1206
МaK/Vossloh G1206 — грузовой тепловоз с дизельной силовой установкой, построенный в Киле и используемый несколькими европейскими железнодорожными операторами, включая специальный вариант SNCF серии BB 461000.
Конструкция была создана в середине 1990-х годов компанией Maschinenbau Kiel(MaK) для немецкого поставщика угля RAG Aktiengesellschaft и является продолжением класса локомотивов MaK G1205. Производство продолжалось под управлением Vossloh на заводе в Киле.
В 2007 году был создан и запущен в производство маневровый вариант МaK/Vossloh G1206-2.

## История и дизайн
В 1990-х демонополизация железных дорог стран-членов Европейского Союза означали, что частные компании получили доступ к бывшим государственным путям. Вместе с этим появились многочисленные частные операторы, которые впервые запустили локомотивы на главной линии. МаК ранее довольно успешно поставлял грузовые локомотивы для промышленного использования различным компаниям. G1201 и G1205 модели (и промежуточные варианты) были примерами типа локомотивов, которые использовали более крупные частные компании. Эти локомотивы подходили как для перевозки довольно тяжелых грузов, так и для маневровых работ. Однако плата за доступ к путям (а также необходимость не прерывать движение пассажирских поездов) означала, что на основных линиях грузовые поезда должны двигаться намного быстрее, чем в промышленных условиях.
Как следствие, в 1997 году фирма Vossloh начала производство локомотива G1206; в основу новой модели легла модель G1205, но 12-цилиндровый двигатель был заменён на 16-цилиндровый производства компании MTU. На новом локомотиве также устанавливалась усиленная система охлаждения с двумя вентиляторами. В результате увеличения габаритов механизмов новый локомотив пришлось сделать почти на 2 метра длиннее прежнего.
Кабина расположена примерно над одной из тележек, двери выходят на проходы с обеих сторон вдоль остальной части локомотива; внешний дизайн функциональный, с преобладанием плоских сталей и прямых углов.
Первым покупателем G1206 стала горнодобывающая компания Ruhrkohle AG, а в следующем году ещё два таких локомотива были поставлены Дортмундской железной дороге, использовавшей пути Deutsche Bahn, и на внутренние маршруты Дортмундского металлургического комбината. В последнем случае на локомотив был установлен новый двигатель MTU серии 4000, позволявший развивать мощность 1500 л. с. при всего 12 цилиндрах. Первым зарубежным покупателем стала шведская государственная компания Banverket; на шести локомотивах, построенных для ней, снова стояли 16-цилиндровые двигатели, но в конструкцию были внесены некоторые модификации с учётом условий эксплуатации в Скандинавии.
К концу 1990-х годов рост числа частных компаний, использующих железнодорожную сеть Deutsche Bahn, привёл к увеличению спроса на дизельные локомотивы. Эти заказы удовлетворялись за счёт очередной модификации G1206. На ней, как и на версии, выпущенной для Дортмундской железной дороги, был поставлен 12-цилиндровый двигатель, но не MTU, а Caterpillar 3512B, сопоставимый по техническим характеристикам. Адаптируя локомотив под новый двигатель, конструкторы расширили колпаки двигателя и коробки передач, что придало модели вид, отличный от первоначального. Были также внесены изменения в шасси с учётом опыта изготовления тепловозов для Banverket: новые тележки, как и в шведском варианте, обеспечивали максимальную скорость 100 км/ч. Движение колёс вместо плоского кулака в новом варианте регулировали нестирающиеся рычаги подвески. В сумме обновление привело не только к увеличению скорости и управляемости локомотива, но и к резкому снижению износа.
В новой модификации локомотивы G1206 распространились по Европе. Помимо Германии эта модель поставлялась в Австрию, Швейцарию, Люксембург, Италию и Испанию, а во Францию и Нидерланды в больших количествах экспортировались тепловозы с дополнительными модификациями, выполненными специально для этих стран. Французская версия (получившая местный код BB 61000) была разработана в 2000 году для государственной компании SNCF, но с 2005 года её стали поставлять и частным компаниям, использующим ту же сеть железных дорог. Наиболее важным изменением в конструкции стала установка принятой во Франции двухконтурной тормозной системы с отдельным баллоном для каждой тележки; в позднейших партиях были также добавлены кондиционер для водительской кабины и дополнительный дизель для подзарядки батарей при длительных простоях. Нидерландская версия локомотива, поставлявшаяся с 2003 года и в итоге взятая на вооружение большинством частных компаний страны, включала небольшие изменения тормозной системы и установку дополнительных средств безопасности.
С 2006 года во Франции компанией SECO RAIL и с 2008 года в Германии снова началось производство тепловозов модели G1206 с двигателями MTU. Новые 12-цилиндровые двигатели модели 4000 R41 позволяли развивать требуемую мощность 1500 кВ, но были несколько габаритнее, что заставило поднять выше колпак двигателя, теперь нависавший над охладительной системой. В остальном отличия нового варианта от прежнего были незначительными.

## G1206-2
G1206-2 представляет собой маневровый вариант G1206 с меньшим (920 кВт или 1230 л. с.) двигателем и трансмиссией. Из-за меньшего размера двигателя нужен только один вентилятор охлаждения — это единственное внешнее отличие этого типа от G1206. В число операторов входят Eisenbahn und Häfen GmbH (~7 единиц), Dillinger Hüttenwerke (1 единица), Ruhr Oel GmbH (также используется BP Gelsenkirchen GmbH) (1 единица).